# ЭТРАН
ЭТРАН (электронная транспортная накладная) — автоматизированная система подготовки и оформления перевозочных документов на железнодорожные грузоперевозки ОАО «РЖД» по территории Российской Федерации.
Система разработана и сопровождается компанией «ИнтэлЛекс». Все права принадлежат ОАО «РЖД».

## Архитектура
Система построена по технологии «клиент-сервер». Сервер работает на платформе Oracle IBM и расположен в Москве в Главном вычислительном центре ОАО «РЖД». Операционная система — AIX.
Для обеспечения защищённого VPN-канала между сервером и клиентом используется программное обеспечение «ViPNet». В качестве клиента может выступать АСУ предприятия или АРМ ППД. Во втором случае на стороне клиента может также устанавливаться программное обеспечение для работы с ЭЦП.
АРМ ППД реализован в среде разработки Delphi как веб-приложение. Способен работать только в операционной системе Windows с браузером Internet Explorer, так как использует элементы ActiveX.

## История
Окончательное решение о разработке системы ЭТРАН было утверждено в феврале 2001 года. Разработка системы велась с использованием реинжиниринга действующих решений. В качестве опытных полигонов были выбраны Красноярская и Куйбышевская железные дороги.
Первая накладная с использованием системы ЭТРАН была выписана 17 сентября 2002 года на станции Злобино Красноярской железной дороги. В Москве впервые появилась на станции Москва-товарная Октябрьской железной дороги в 2004 году.
В 2008 году началось внедрение ЭЦП. В качестве эксперимента сотрудниками «Новой перевозочной компании» проводилось оформление порожнего пробега собственных вагонов.
В июле 2011 года началось внедрение электронного документооборота при перевозке порожних вагонов между Финляндией и Россией. С финской стороны документы оформлялись в автоматизированной системе концерна VR Group, с российской — в ЭТРАНе. По итогам февраля 2012 года доля электронных накладных в перевозках порожних приватных вагонов составила 97,5 %.
По сообщению «ИнтэлЛекс», на 17 сентября 2011 года в системе ЭТРАН работало 31 тыс. пользователей из 7,7 тыс. организаций, в том числе 8 тыс. пользователей из 4,5 тыс. организаций, не являющихся подразделениями ОАО «РЖД». При этом учитывались как подключения к автоматизированному рабочему месту, так и корпоративной АСУ с доступом к ЭТРАН.
23 апреля 2012 года был запущен электронный документооборот в железнодорожном сообщении Россия — Латвия. С российской стороны накладные оформляются в системе ЭТРАН; с латвийской — в автоматизированной системе Государственного акционерного общества «Latvijas dzelzceļš». Взаимодействие осуществляется при помощи буферной зоны.
Изначально сопровождение накладных ЭЦП осуществляется в одностороннем порядке — только для отправки порожних вагонов из Латвии в Россию. По итогам мая доля таких порожних приватных вагонов достигла 51 %. Латвия стала первой страной в рамках соглашения СМГС, с которой началось внедрение безбумажного оформления железнодорожных накладных на порожние вагоны.
13 июня 2013 года получены первые электронные документы на порожние собственные вагоны, следующие из Эстонии в Россию. С российской стороны накладные оформляются в системе ЭТРАН ОАО «РЖД».
По сообщению «ИнтэлЛекс» на 1 июля 2013 года в системе работает 32 тыс. пользователей из 13,4 тыс. организаций. В месяц оформляется свыше 136 тыс. заявок и более 1,5 млн накладных.
Военные перевозки железнодорожным транспортом в системе ЭТРАН не отражаются.

## Основная функциональность
- Оперативный контроль над ходом согласования заявок.
- Планирование расходов Клиента за счет предварительного расчета стоимости перевозки по подаваемой заявке.
- Возможность оперативного уточнения заявки до начала перевозки груза (по каждой отправке).
- Возможность оформления перевозочных документов с использованием данных согласованной заявки.
- Исключение вероятных ошибок в расчете провозной платы, связанных с ручным вводом перевозочных документов работником железной дороги.
- Сокращение времени оформления перевозки за счет использования технологии обмена электронными данными.
- Подача заявок в электронном виде с указанием пограничных передаточных станций в соответствии с планом формирования.
- Возможность получения оперативной информации о состоянии лицевого счёта.
- Наличие средств защиты информации, сертифицированных соответствующими государственными органами. Наличие механизмов электронно-цифровой подписи, позволяющее использовать электронный документооборот.
- Полный технологический цикл формирования документов в соответствии с Правилами перевозок грузов (заявка, перевозочные документы по отправлению на основе заявки, раскредитованные документы по прибытии дополнением документов по отправлению и т. д.).
- Оформление всех видов железнодорожных документов, сопутствующих перевозке грузов (заявления на переадресовку, уведомления, акты, вагонные листы, передаточные ведомости, ведомости подачи/уборки вагонов, телеграммы на оплату перевозок экспедиторскими организациями). Система ЭТРАН поддерживает оформление накладных во всех видах сообщений (СМГС, российско-финское, внутригосударственное, включая досылочные, пересылочные и другие виды перевозочных документов).
- Обмен данными электронных накладных с иностранными железными дорогами (Финляндия, Литва, Латвия, Эстония, Республика Беларусь, Украина, Китай).
- Решаются вопросы взаимодействия и получения информации клиентами практически по всем операциям технологического процесса от момента погрузки груза до завершения перевозки:

- Информация о прибывших, поданных, убранных и отправленных вагонах;
- Электронная транспортная накладная с момента отправления груза в свой адрес;
- Заказ на переадресовку грузов и результат переадресовки;
- Информация о перегрузе, досылке и других операциях в пути следования;
- Оформление получения прибывшего груза;
- Учетная карточка по результатам выполнения заявки на перевозку грузов;
- Накопительная карточка, ведомости подачи/уборки вагонов;
- Оценочный и точный расчет тарифа;
- Оперативная оценка текущего состояния расчетов с железными дорогами.